# بيل بيت
بيل بيت (بالإنجليزية: William Henry Pitt)‏ هو سياسي بريطاني، ولد في 17 يوليو 1937 في المملكة المتحدة، وتوفي في 17 نوفمبر 2017 في المملكة المتحدة. حزبياً، نشط في الحزب الليبرالي. في الانتخابات الفرعية في مجلس العموم البريطاني ‏، انتخب عضو البرلمان الثامن والأربعون للمملكة المتحدة عن دائرة Croydon North West (UK Parliament constituency) ‏ خلال فترته النيابية ‏ (22 أكتوبر 1981 – 13 مايو 1983).